# Neoclinus uninotatus
Espèce
Statut de conservation UICN

 LC  : Préoccupation mineure
Neoclinus uninotatus est une espèce de poissons de la famille des Chaenopsidae.

## Répartition et habitat
Cette espèce est présente le long de la côte Ouest des États-Unis et du Mexique. Ce poisson de la zone néritique vit entre 3 et 27 m de profondeur. Il vit sur les substrats sableux ou vaseux, le long des côtes rocheuses.